# Стеценко, Дмитрий
Дмитрий Стеценко (род. 11 мая 1997) — украинский самбист, серебряный призёр первенства мира 2015 года среди юношей, призёр первенств Европы и мира среди юниоров, бронзовый призёр Кубка мира среди студентов 2018 года, чемпион мира среди студентов 2016 года, серебряный призёр розыгрышей Кубка Европы 2018 и 2019 года, призёр чемпионатов мира. Проживает в Харькове. Выступал в весовых категориях до 82-88 кг.